# Régiment de Poitou (1636-1667)
Pour les articles homonymes, voir régiment de Poitou.
Le régiment de Poitou est un régiment d’infanterie du royaume de France créé en 1636.

## Création et différentes dénominations
- 1er août 1636 : création du régiment de Poitou
- avril 1666 : embarquement à Lorient de 4 compagnies pour les Indes occidentales
- mars 1667 : embarquement de 6 nouvelles compagnies pour l’Amérique
- mai 1667 : tout le régiment passe au service de la compagnie des Indes

## Historique

### Colonels et mestres de camp
Colonel
- 1er août 1636 : Léon du Chastellier, sieur de Chastellier-Barlot, maréchal de camp le 26 novembre 1625, † 6 janvier 1646

Mestre de camp
- 1645 : René de Chastellier-Barlot, maréchal de camp le 7 novembre 1651
- avril 1648
- en 1655 : N. de la Pigeonnière

### Composition
- 1er août 1636 : 20 compagnies de 50 hommes
- 1661 : 10 compagnies de 50 hommes
- 1er février 1666 : compagnies portées à 100 hommes
- 26 février 1666 : effectif porté à 2 bataillons de 12 compagnies

### Campagnes et batailles
- 1642 : bataille de Lérida
- 1654 : expédition de Naples
- 1655-1659 : en Catalogne
- 1661 : répression des troubles de Montauban